# Архијерејско намесништво прво нишко
Архијерејско намесништво прво нишко сачињава одређени број црквених општина и парохија Српске православане цркве у Епархији нишкој, под надзором архијерејског намесника са седиштем у Нишу у храму Силаска Светога Духа на апостоле. Административно намесништво припада општини Медијана и Нишком управном округу.
Намесништво опслужује вернике из Ниша, и у свом саставу има - сакралне објеката изграђена у периоду од 19. до 21. века. У последњих двадесет година цркве намесништва доведене су у функционално стање неопходно за Богослужење верујућег народа.
У саставу Архијерејског намесништва Првог Нишког су 22 парохије са ... храмова.

## Парохије, седиште и области
| Парохија                                                    | Седиште парохије                                   | Области |
| ----------------------------------------------------------- | -------------------------------------------------- | --- |
| Саборни храм Силаска Светога Духа на апостоле, пет парохија | Ниш Саборни храм Свете Тројице                     | - Део Лесковца |
| Храм Светог Оца Николаја, четири парохије                   | Ниш Храм Сабора светих апостола.                   | - Села — Турековац, Горњи Синковци, Доњи Синковци, Горње Трњане, Доње Трњане, Власе                                           |
| Храм Свете Петке, четири парохије                           | Ниш Храм Успења Пресвете Богородице                | - Села — Брестовац, Дукат, Заплањска Топоница, Русна.                                                                         |
| Храм Васкрсења, једна парохија                              | Бунушки Чифлук Храм Светог великомученика Георгија | - Села — Радоњица, Горња Бунуша, Доња Бунуша, Бунушки Чифлик, Тодоровци, Миришевци, Славујце, Дрводеља, Вина, Барје, Игриште. |
| Белотиначка                                                 | Белотинац Храм Светог Романа                       | - Села — Белотинац, Горње Међурово, село Бубањ, Чапљинац                                                                      |
| Габровачка                                                  | Габровац Храм Свете Тројице                        | - Села — Габровац, Вукманово, Бербатово, Доње Власе                                                                           |
| Доњемеђуровска                                              | Доње Међурово Храм Успења Пресвете Богородице.     | - Села — Доње Међурово, Лалинац                                                                                               |
| Кочанска                                                    | Пуковац Храм Светог архангела Гаврила              | - Села — Кочане, Дољевац, Шаиновац, Чечина                                                                                    |
| Орљанска                                                    | Орљане Храм Преподобне Параскеве                   | - Села — Орљане, Држановац, Мекиш, Шарлинац                                                                                   |
| Пасипољанска                                                | Паси Пољана Храм Свете великомученице              | - Насеље Паси Пољана - Део Ниша (Миново насеље)                                                                               |
| Ћурлинска                                                   | Ћурлина Храм Преподобномученице Параскеве          | - Села — Ћурлина, Перутина, Кнежица, Малошиште, Клисура                                                                       |
| Чокотска                                                    | Чокот Храм Светог пророка Илије                    | - Село — Чокот - Нишко насеље Ново Село                                                                                       |